# Pierre Charnier

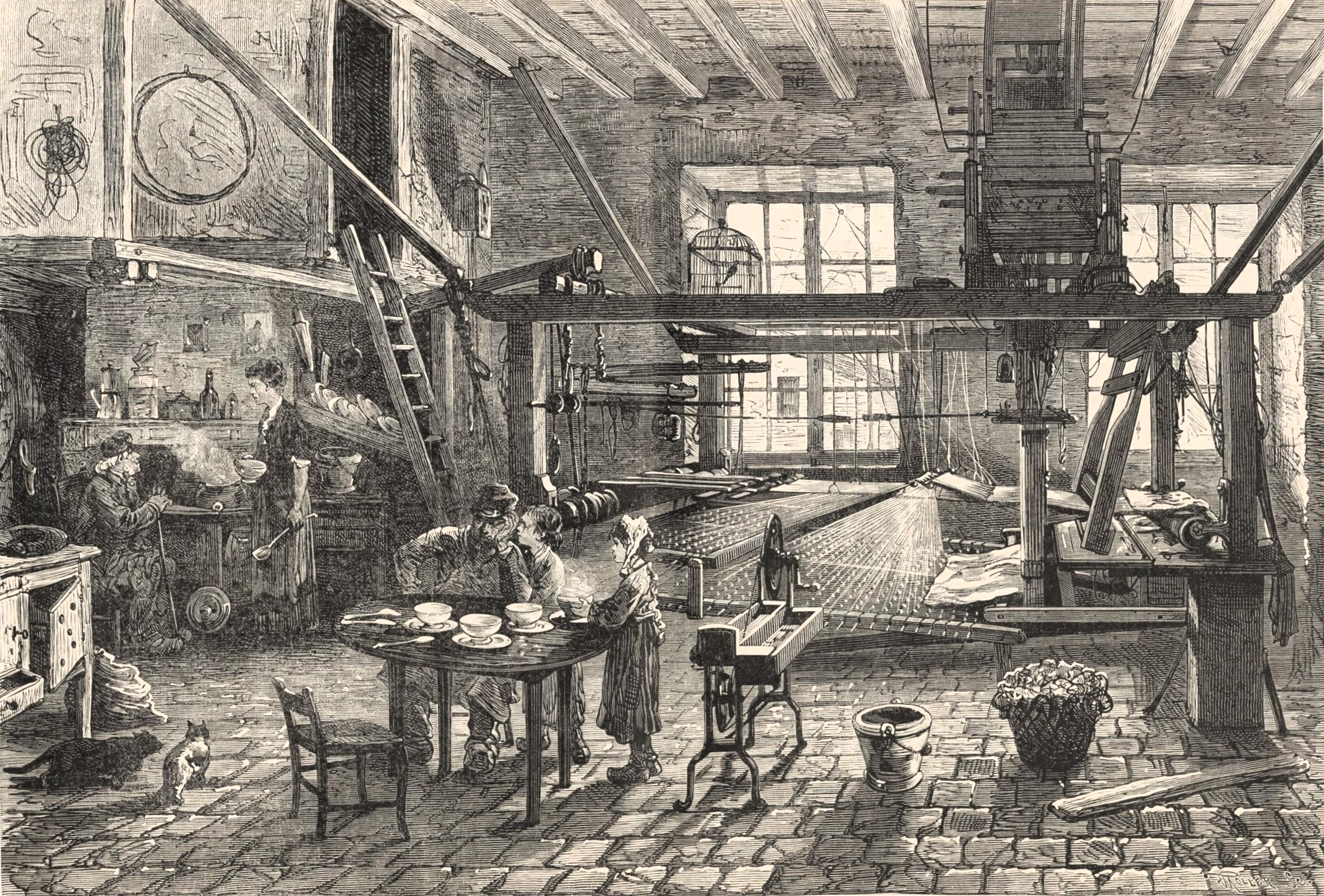
Un intérieur de « Canut » au XIXe siècle.

Pierre Charnier est un chef d'atelier tisseur, canut lyonnais, catholique et royaliste, né à Lyon le 2 mai 1795, mort à Lyon 5e, le 8 décembre 1857. Il est l'un des principaux chefs ouvriers — à l'époque, ouvrier veut plutôt dire « qui travaille », Pierre Charnier n'était pas un ouvrier au sens d'aujourd'hui —  lyonnais de la période 1825-1857 et l’un des fondateurs du mutuellisme.

## Le canut
Il est le fils de Pierre Charnier père, épicier, et Agathe Riboulet, blanchisseuse. Son père est originaire de Vincelles (Jura), et a combattu dans l'armée lyonnaise lors du siège de Lyon, en 1793 ; sa mère est d'une famille de paysans aisés de Lentilly, village près de Lyon. Le père meurt jeune, à 31 ans en 1801, alors que le fils n'a que 6 ans. Ce dernier est donc principalement élevé par sa mère. Agathe Riboulet lui transmet sa foi catholique et ses regrets pour l'ancien régime. Il reçoit une éducation élémentaire aux Frères des écoles chrétiennes de Lyon.
À 12 ans, Pierre Charnier fils est placé apprenti chez le chef d’atelier François Blanc « l’un des plus riches tisseurs de Lyon ». Il décrit son apprentissage comme « prospère et joyeux ».
En 1814 Pierre Charnier se félicite de la chute de « l'usurpateur » - Napoléon -, s'émerveille de la visite de Marie-Thérèse de France (1778-1851) à Lyon le 6 août, mais, en 1815, constate avec tristesse l'accueil chaleureux des Lyonnais ou des Lyonnaises pour Napoléon qui, en revenant de l'ile d'Elbe, passe dans la ville. Lors de la Seconde Restauration, qui voit le retour de Louis XVIII sur le trône, Pierre Charnier reste à distance d'une trop grande exaltation, et milite pour un roi protecteur de tous les Français.
En 1817, sa mère lui achète son premier métier, pour étoffes unies. Pierre Charnier, pendant le travail, médite sur l'Évangile, les fables de La Fontaine, l'Homme des champs de Jacques Delille, un poète aristocrate exilé à la chute de Robespierre, l'ensemble dans la lignée de l'éducation que sa mère lui a donnée. Pierre Charnier a témoigné que les conversations avec elle se faisait en patois.
Il monte en 1818 un atelier rue Saint-Marcel qui emploie deux compagnons. En 1821, il emploie 5 métiers Jacquards et 5 ouvriers. Victime de la crise de surproduction de 1825-1826, il doit licencier 4 de ses ouvriers. Il commence à méditer sur « la réforme des abus » et fonde en 1827 la principale organisation du mutuellisme : la Société de surveillance et d'indication mutuelle, qui devient peu après Société d’indication et d’assistance mutuelles, « Le Devoir mutuel ». Contre cotisation et un comportement irréprochable, les ouvriers reçoivent une aide en cas de maladie, de chômage ou lors de leur vieillesse. L'association comptabilisera plus de 2 800 adhérents.

## Le mutuelliste

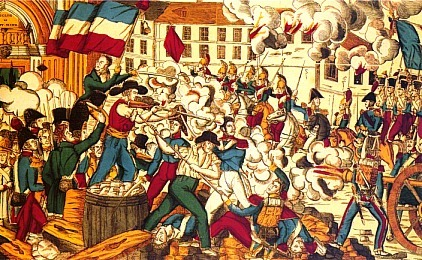
Révolte des Canuts de 1831.

Premiers articles du règlement la Société du Devoir mutuel (20 juin 1828):
- Art. I. Le Devoir mutuel est une institution fondée par les chefs d’atelier de la Fabrique de la soie à Lyon et ses environs pour améliorer progressivement leur position morale et physique.
- Art. II. Ils s’engagent :

1. à pratiquer les principes d’équité, d’ordre et de fraternité ;
2. à unir leurs efforts pour obtenir un salaire raisonnable de leur main-d’œuvre ;
3. à détruire les abus qui existent dans la Fabrique à leur préjudice, ainsi que ceux qui existent dans les ateliers ;
4. à se prêter mutuellement tous les ustensiles de leur profession ;
5. à indiquer tout ce qui est relatif à leur industrie, principalement les maisons de commerce qui auraient des commandes ;
6. à établir des cours de théorie pratique où chaque membre pourra venir prendre des leçons pour améliorer ou simplifier le montage des métiers ;
7. à acheter collectivement les objets de première nécessité pour leur ménage.

Les fabricants pensent avoir là un moyen d’encadrer le monde ouvrier (l'adhésion excluant libertinage, ivrognerie et brutalité), et sont plutôt favorables à l'association. Fernand Rude la qualifie de « franc-maçonnerie ouvrière pour neutraliser les intentions révolutionnaires de la bourgeoisie ».
Dès l'origine du mutuellisme, l'association, qui se veut de secours mutuels, de « maintien de l’ordre dans les ateliers », est surtout un groupe de résistance aux exigences des fabricants, pour la réforme des abus et la lutte contre la bourgeoisie. À cette époque, il existe la « Société des ferrandiers », l'« Union du parfait accord » et un journal mutualiste, L'écho de la fabrique.
Pierre Charnier est un des acteurs important de la révolte du 21 novembre 1831, soulevée par le refus des fabricants d'une augmentation des tarifs de la main d'œuvre. Il participera avec le préfet Louis Bouvier-Dumolard à l’élaboration du tarif, contrat définissant le montant minimum des prix de fabrications, par genre d’étoffes.

## Héritage
« Le peuple lyonnais a le premier revendiqué le droit au travail [...]. Il n'est [...] pas exagéré de dire que ce mouvement est une des plus importantes étapes, une charnière de l'histoire sociale de notre pays et même de l'histoire universelle. »

L'historien Fernand Rude a recueilli les « papiers » de Charnier, plus de 2 540 feuillets, mémoires, notes, lettres, comptes rendus de réunions mutuellistes et de manifestations qui décrivent la condition ouvrière et ses revendications ainsi que le rôle tenu par Pierre Charnier dans l’insurrection de 1831, conservés à la bibliothèque municipale de Lyon.